# Qaf (sura)
Qaf è la cinquantesima Sura del Corano, una sura meccana composta da 45 versetti. Il nome della sura si riferisce alla lettera araba "Qaf" con cui inizia la sura. Questa sura tratta vari temi, inclusi la creazione, la resurrezione, il Giorno del Giudizio e l'avvertimento per gli increduli.

## Contenuto

### La Creazione e il Giorno del Giudizio
Versetti 1-6: La sura inizia con l'invito alla riflessione sulla creazione e sulla realtà del Giorno del Giudizio. Si afferma che la creazione dei cieli e della terra è un segno del potere e della sapienza di Allah.

### L'Avvertimento per gli Increduli
Versetti 7-11: Viene espresso un avvertimento per gli increduli che rifiutano di credere nella resurrezione e nel Giorno del Giudizio. Si sottolinea che essi saranno sorpresi dal Giorno della Resurrezione e saranno incapaci di opporsi alla volontà di Allah.

### La Narrazione dei Popoli Precedenti
Versetti 12-14: Viene narrata la storia di popoli precedenti che hanno rifiutato i loro profeti e sono stati distrutti a causa della loro incredulità. Si avverte che gli increduli di oggi possono subire lo stesso destino se non si pentiranno.

### La Resurrezione e il Giorno del Giudizio
Versetti 15-35: Si descrive la resurrezione dei morti e il Giorno del Giudizio, con dettagli sulle scene di quel giorno e la ricompensa per i credenti e la punizione per gli increduli.

### L'Invito alla Riflessione
Versetti 36-45: Viene ribadito l'invito alla riflessione sulla creazione e sulla realtà della resurrezione e del Giorno del Giudizio. Si avverte che coloro che rifiutano di credere verranno sottoposti a una punizione terribile, mentre coloro che credono saranno ricompensati con il Paradiso.

## Analisi
La Sura Qaf offre un'avvertenza agli increduli sull'imminente Giorno del Giudizio, invitando alla riflessione sulla creazione e sulla realtà della resurrezione. Attraverso la narrazione dei popoli precedenti e il descrizione del Giorno del Giudizio, la sura sottolinea l'importanza della fede e della sottomissione a Allah.
Inoltre, la sura avverte che coloro che rifiutano di credere verranno sottoposti a una punizione terribile, mentre coloro che credono saranno ricompensati con il Paradiso. È un richiamo alla riflessione, al pentimento e alla conversione verso la verità rivelata.